# Montignoso
Montignoso es una localidad italiana de la provincia de Massa-Carrara, región de Toscana, con 10.439 habitantes.
Formó parte de la República de Lucca y del posterior Ducado. Hasta que en 1847 mediante el tratado de Florencia de 1844 pasó a formar parte del Ducado de Módena.

Ubicación de la ciudad de Montignoso dentro de la provincia de Massa-Carrara.

## Evolución demográfica
| Gráfica de evolución demográfica de Montignoso entre 1861 y 2001 |
|                                                                  |
| Fuente ISTAT - Elaboración gráfica por parte de Wikipedia        |